# Plemyria japonica
Plemyria japonica là một loài bướm đêm trong họ Geometridae.